# Frank Thomas (beisbolista nacido en 1929)
Frank Joseph Thomas (Pittsburgh, 11 de junio de 1929 – Pittsburgh, 16 de enero de 2023) fue un beisbolista estadounidense que jugó dieciséis temporadas en la MLB en tres posiciones distintas con siete equipos y fue a tres ediciones del Juego de Estrellas de las Grandes Ligas de Béisbol.

## Biografía
Hijo de un inmigrante lituano, se mudaría a Ontario, Canadá donde estudió cuatro años y medio como sacerdote de la iglesia católica antes de jugar béisbol.
Firmaría como agente libre por los Pittsburgh Pirates en 1947, con quien debutaría en la MLB cuatro años después. Estaría con el equipo hasta 1958 luego de participar en el Juego de Estrellas de las Grandes Ligas de Béisbol en tres ocasiones y terminar en cuarto lugar en la votación para el Jugador Más Valioso en 1958, estuvo en la portada de la revista Sports Illustrated del 28 de julio de 1958, fue el jugador del mes de julio y el 16 de agosto de 1958 conectó tres cuadrangulares en la victoria por 13-4 ante los Cincinnati Reds.
Antes del inicio de la temporada de 1959 los Pirates cambiarían a Thomas, Whammy Douglas, Jim Pendleton y John Powers a los Cincinnati Redlegs por Smoky Burgess, Harvey Haddix y Don Hoak. Debido a un problema con un nervio en uno de sus dedos de la mano derecha la cantidad de cuadrangulares bajó de 35 a 12 en 1959. Al finalizar la temporada fue cambiado a los Chicago Cubs por Bill Henry, Lou Jackson y Lee Walls. En 1961 los Cubs cambiarían a Thomas a los Milwaukee Braves por Mel Roach.
Thomas sería cambiado de los Milwaukee Braves junto a un jugador a ser nombrado más tarde (Rick Herrscher) a los New York Mets por un jugador ser nombrado más tarde (Gus Bell) y dinero. En la histórica primera temporada de los New York Mets, que fue bastante mala, Thomas lideró a los Mets con 34 cuadrangulares y 94 RBIs. Su marca de cuadrangulares con los Mets se mantuvo hasta que Dave Kingman rompió el récord en 1975.
En 1964 Thomas pasaría de los New York Mets a los Philadelphia Phillies por Wayne Graham, Gary Kroll y dinero. Después fue vendido a los Houston Astros en julio de 1965 luego de haber golpeado a Richie Allen con un bate, pero después regresaría a los Braves por un jugador a ser nombrado más adelante (Mickey Sinnerud) en septiembre de 1965. En una entrevista de una hora publicada el 15 de diciembre de 2009 en el MLB Network's Studio 42 con Bob Costas, Allen dijo que Thomas fue uno de sus mejores amigos.
El 5 de abril de 1966 Thomas fue puesto en la lista de waivers por los Braves. Firmaría nuevamente con los Cubs el 14 de mayo de 1966 y luego de estar cinco turnos sin pegar al menos un hit, fue dejado en libertad el 4 de junio de 1966.
En su carrera de 16 temporadas Thomas tuvo un promedio de bateo de .266 con 286 cuadrangulares y 962 RBIs en 1766 partidos. En su carrera fue considerado como un jugador promedio. Era conocido como "The Big Donkey."
Thomas murió el 16 de enero de 2023 a los 93 años.

## Vida personal
Thomas se casaría con Dolores Wozniak en 1951 y tendría ocho hijos antes de que ella muriera en 2012. Tuvo 12 nietos y 10 tataranietos.
Thomas sufrió una caída en 2021 que requirío atención médica en el hospital. Tras la caída, Thomas se presentó al Old Timers' Day de los New York Mets en agosto de 2022 en una silla de ruedas.